# Globi d'oro 1963

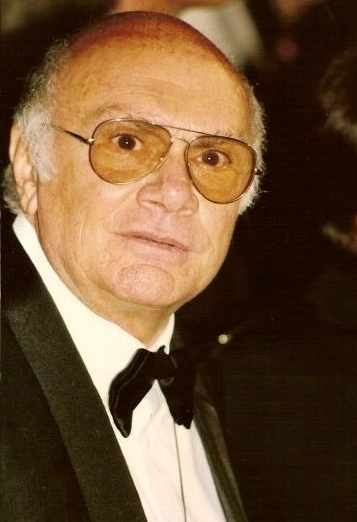
Francesco Rosi regista del film Salvatore Giuliano.

La cerimonia di premiazione della 4ª edizione dei Globi d'oro, si svolse nel 1963. Salvatore Giuliano fu l'opera che vinse il Globo d'oro al miglior film, mentre le altre opere candidate furono L'isola di Arturo di Damiano Damiani e Le quattro giornate di Napoli di Nanni Loy.

## Vincitori e candidati

### Miglior film
- Salvatore Giuliano, regia di Francesco Rosi
- L'isola di Arturo, regia di Damiano Damiani
- Le quattro giornate di Napoli, regia di Nanni Loy